# Edmund Cartwright
Edmund Cartwright (24. dubna 1743 Marnham, Nottingham – 30. října 1823 Kent) byl anglický duchovní a vynálezce textilních strojů.
Jako absolvent univerzity v Oxfordu s titulem Master of Arts začal v roce 1776 působit jako farář a spisovatel v Lincolnu.
V roce 1784 se začal zabývat konstrukcí tkacích strojů. O rok později obdržel první patent na částečně zmechanizovaný tkalcovský stav s létajícím člunkem (vynález Johna Kaye), který ve 2. patentu (1786) přizpůsobil na pohon párou a nazval power loom. Tím položil základ pro přeměnu řemeslnického tkalcovského stavu na průmyslový tkací stroj.
K úspěšnému praktickému využití vynálezu došlo po zdokonalení některých částí jinými konstruktéry asi o 15 let později. V roce 1809 obdržel Cartwright za použití svých patentů od britského parlamentu kompenzaci 10 000 £.
Cartwright podal ještě řadu dalších patentů, např. na vlnařský česací stroj („Big Ben“), stroj na stáčení lan, zdokonalení parního stroje aj.

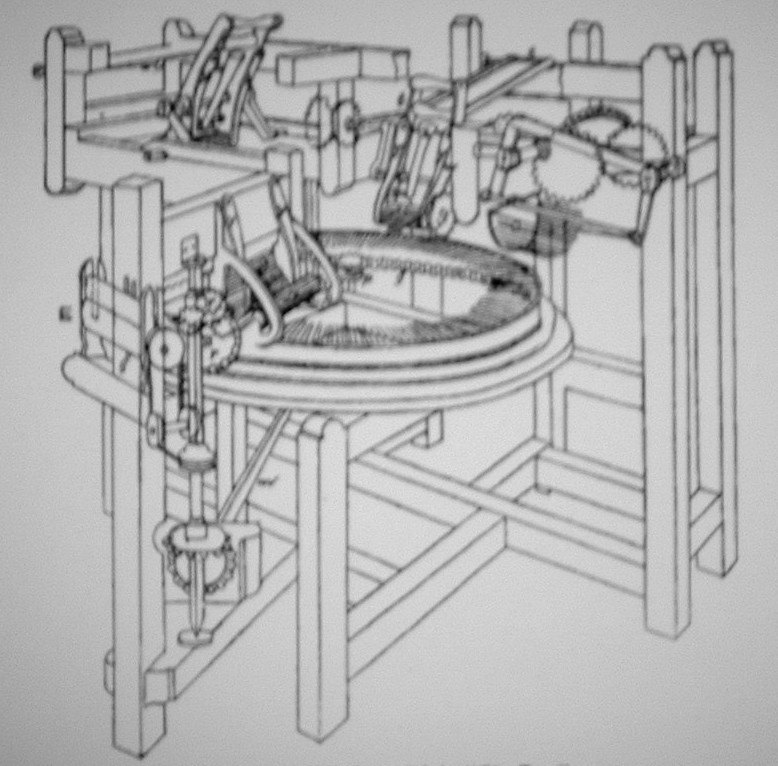
Konstrukce česacího stroje Big Ben
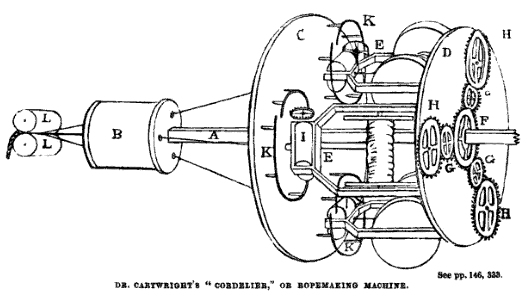
Schéma Cartwrightova stroje na stáčení lan
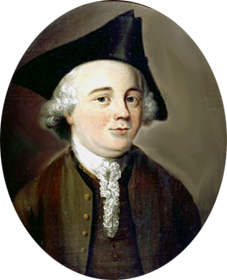
John Kay (1704–1779)